# إيلي كونكي
إيلي كونكي (بالفرنسية: Elie Konki)‏ (مواليد 6 أبريل 1992) هو ملاكم فرنسي، مثّل بلاده في الألعاب الأولمبية الصيفية 2016.

## روابط خارجية
إيلي كونكي على موقع بوكس ريك (الإنجليزية) (registration required)
- إيلي كونكي على موقع اللجنة الأولمبية الدولية (الإنجليزية)
- إيلي كونكي على موقع أوليمبيديا (الإنجليزية)
- إيلي كونكي على موقع اللجنة الأولمبية الفرنسية (مؤرشف) (الفرنسية)